# Thai League Cup 2020
Der Thai League Cup 2020 war die 11. Saison in der zweiten Ära eines Fußballwettbewerbs in Thailand. Das Turnier wurde von Toyota gesponsert und war daher auch als Toyota League Cup (thailändisch โตโยต้า ลีกคัพ) bekannt. 85 Vereine sollten an dem Turnier teil. Das Turnier begann mit der ersten Qualifikationsrunde am 22. Februar 2020.
Das Preisgeld für den Sieger sollte rund 5 Millionen Baht betragen, der Zweitplatzierte sollte rund 1 Million Baht erhalten.
Aufgrund der COVID-19-Pandemie wurde er Wettbewerb nach der ersten Qualifikationsrunde abgebrochen.

## Termine
| Runde                  | Datum            |
| ---------------------- | ---------------- |
| 1. Qualifikationsrunde | 22. Februar 2020 |
| 2. Qualifikationsrunde | 21. März 2020    |
| Play-off-Qualifikation |                  |
| 1. Runde               |                  |
| 2. Runde               |                  |
| Viertelfinale          |                  |
| Halbfinale             |                  |
| Finale                 |                  |

## Spiele

### 1. Qualifikationsrunde

#### North Region
| Datum                         |                        | Ergebnis  |                               |
| ----------------------------- | ---------------------- | --------- | ----------------------------- |
| 22. Februar 2020 um 15:30 Uhr | Maejo United FC (T4)   | 2:1 n. V. | Lamphun Warrior FC (T3)       |
| 22. Februar 2020 um 15:30 Uhr | Kamphaengphet FC (T3)  | 4:3 n. V. | Chiangrai Lanna FC (T4)       |
| 22. Februar 2020 um 15:30 Uhr | See Khwae City FC (T4) | 2:3 n. V. | Phitsanulok FC (T4)           |
| 22. Februar 2020 um 17:00 Uhr | Chiangrai City FC (T3) | 2:1 n. V. | Nakhon Mae Sot United FC (T4) |
| 22. Februar 2020 um 18:00 Uhr | Uttaradit FC (T4)      | 4:0       | Wat Bot City FC (T3)          |

#### North/East Region
| Datum                         |                               | Ergebnis  |                                  |
| ----------------------------- | ----------------------------- | --------- | -------------------------------- |
| 22. Februar 2020 um 15:30 Uhr | Surin Khong Chee Mool FC (T4) | 2:3 n. V. | Ubon Kruanapat FC (T3)           |
| 22. Februar 2020 um 15:30 Uhr | Khon Kaen Mordindang FC (T4)  | 1:0       | Nakhon Ratchasima United FC (T4) |
| 22. Februar 2020 um 15:30 Uhr | Sisaket United FC (T4)        | 2:7 n. V. | Muang Loei United FC (T3)        |
| 22. Februar 2020 um 15:30 Uhr | Mahasarakham FC (T4)          | 1:0 n. V. | Udon United FC (T4)              |

#### East Region
| Datum                         |                             | Ergebnis              |                           |
| ----------------------------- | --------------------------- | --------------------- | ------------------------- |
| 22. Februar 2020 um 15:30 Uhr | Koh Kwang FC (T4)           | 2:0                   | Saimit Kabin United (T4)  |
| 22. Februar 2020 um 15:30 Uhr | Royal Thai Fleet FC (T4)    | 1:3 n. V.             | Chanthaburi FC (T4)       |
| 22. Februar 2020 um 17:00 Uhr | Marines Eureka FC (T4)      | 2:2 n. V. (3:2 i. E.) | Bankhai United FC (T3)    |
| 22. Februar 2020 um 18:00 Uhr | Sakaeo FC (T3)              | 3:1                   | Banbueng FC (T3)          |
| 22. Februar 2020 um 18:00 Uhr | Chachoengsao Hi-Tek FC (T3) | 0:3                   | Pluakdaeng United FC (T4) |

#### West Region
| Datum                         |                         | Ergebnis              |                                            |
| ----------------------------- | ----------------------- | --------------------- | ------------------------------------------ |
| 22. Februar 2020 um 18:00 Uhr | Saraburi United FC (T4) | 1:1 n. V. (5:3 i. E.) | Thawi Watthana Samut Sakhon United FC (T4) |
| 22. Februar 2020 um 19:00 Uhr | Muangkan United FC (T3) | 5:0                   | Samut Songkhram FC (T4)                    |

#### Bangkok Metropolitan Region
| Datum                         |                               | Ergebnis              |                                 |
| ----------------------------- | ----------------------------- | --------------------- | ------------------------------- |
| 22. Februar 2020 um 15:30 Uhr | Grakcu Sai Mai United FC (T4) | 0:1 n. V.             | Samut Prakan FC (T4)            |
| 22. Februar 2020 um 15:30 Uhr | Thonburi University FC (T4)   | 2:1 n. V.             | Kasem Bundit University FC (T3) |
| 22. Februar 2020 um 15:30 Uhr | Bang Pa-in Ayutthaya FC (T3)  | 1:1 n. V. (3:5 i. E.) | Royal Thai Air Force FC (T4)    |
| 22. Februar 2020 um 18:00 Uhr | Bangkok FC (T3)               | 0:1                   | BTU United FC (T3)              |

#### South Region
| Datum                         |                          | Ergebnis              |                          |
| ----------------------------- | ------------------------ | --------------------- | ------------------------ |
| 22. Februar 2020 um 15:30 Uhr | Pattani FC (T3)          | 1:1 n. V. (5:4 i. E.) | Surat Thani City FC (T4) |
| 22. Februar 2020 um 15:30 Uhr | Jalor City FC (T4)       | 0:2                   | Krabi FC (T3)            |
| 22. Februar 2020 um 15:30 Uhr | Nakhon Si United FC (T3) | 2:0                   | Surat Thani FC (T4)      |
| 22. Februar 2020 um 15:30 Uhr | Hatyai City FC (T4)      | 1:1 n. V. (4:3 i. E.) | Phattalung FC (T4)       |
| 22. Februar 2020 um 15:30 Uhr | Songkhla FC (T4)         | 2:0                   | Patong City FC (T4)      |